# Paropsisterna beata
Paropsisterna beata es una especie de escarabajo del género Paropsisterna, familia Chrysomelidae. Fue descrita científicamente por Newman en 1842.

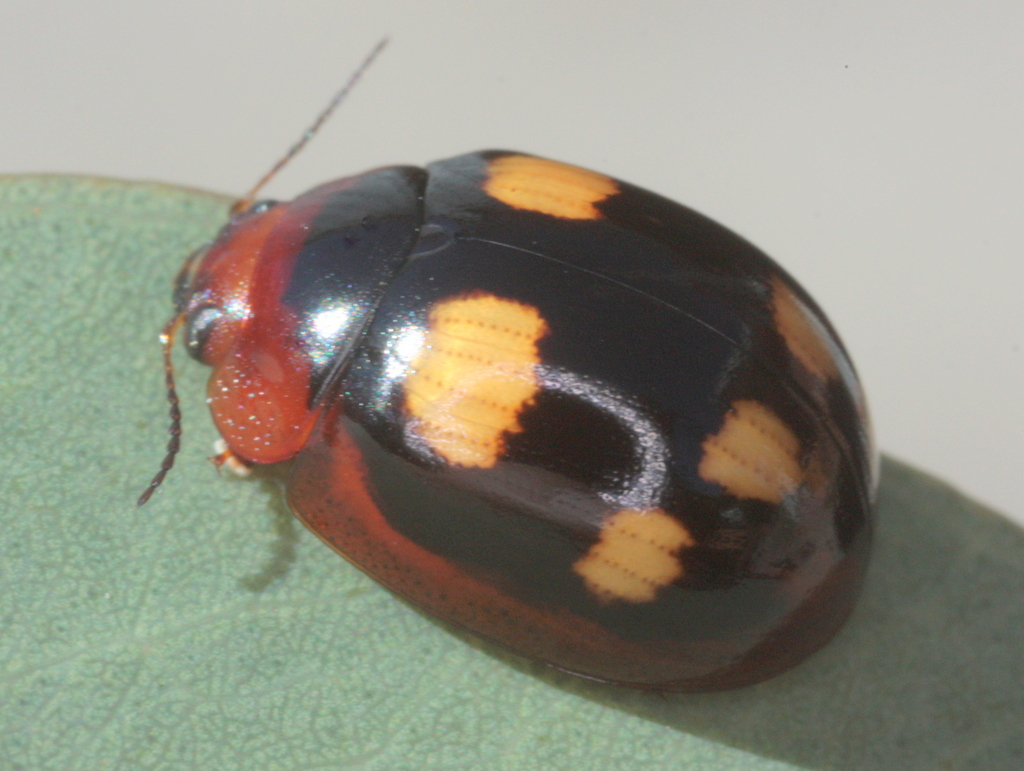
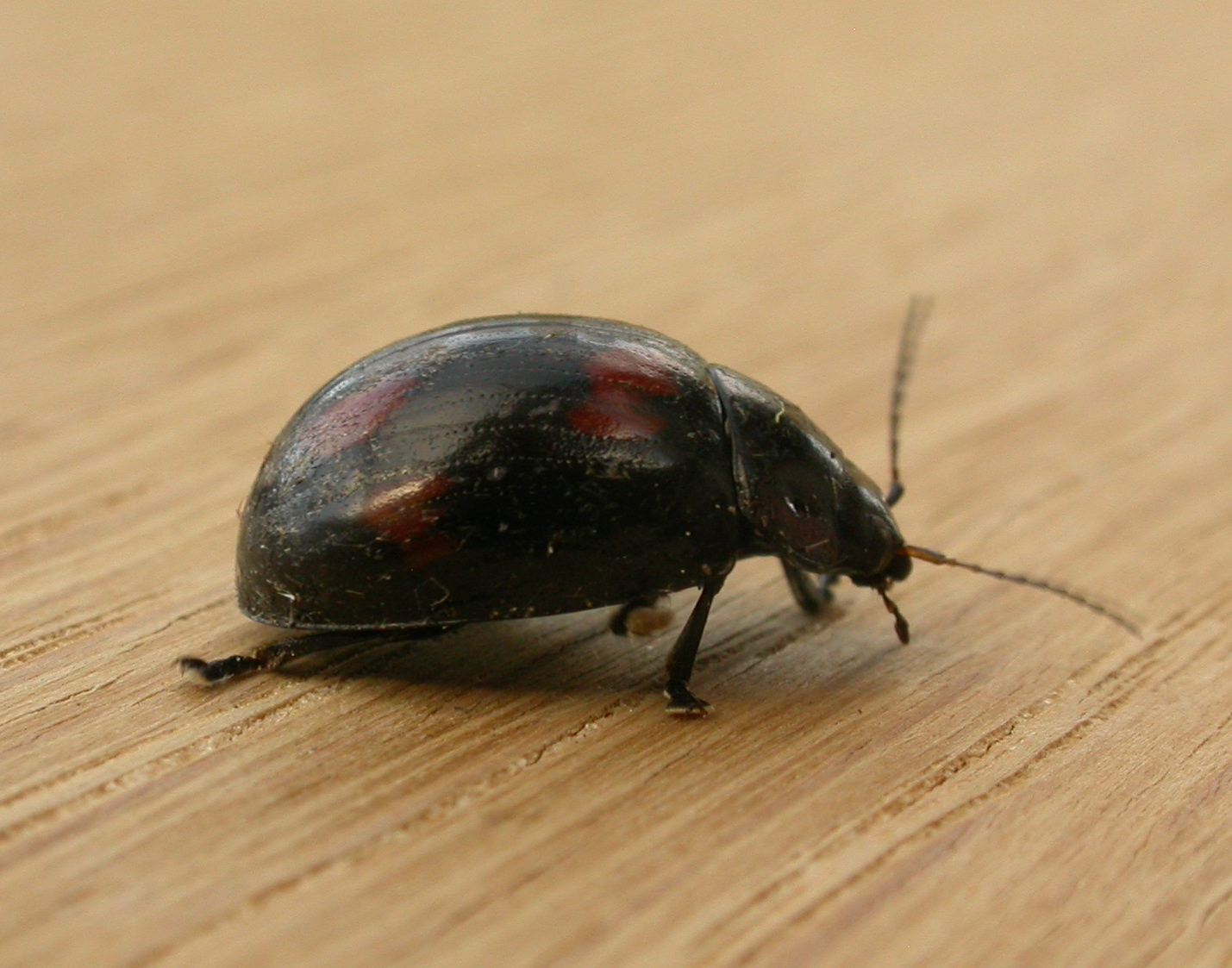
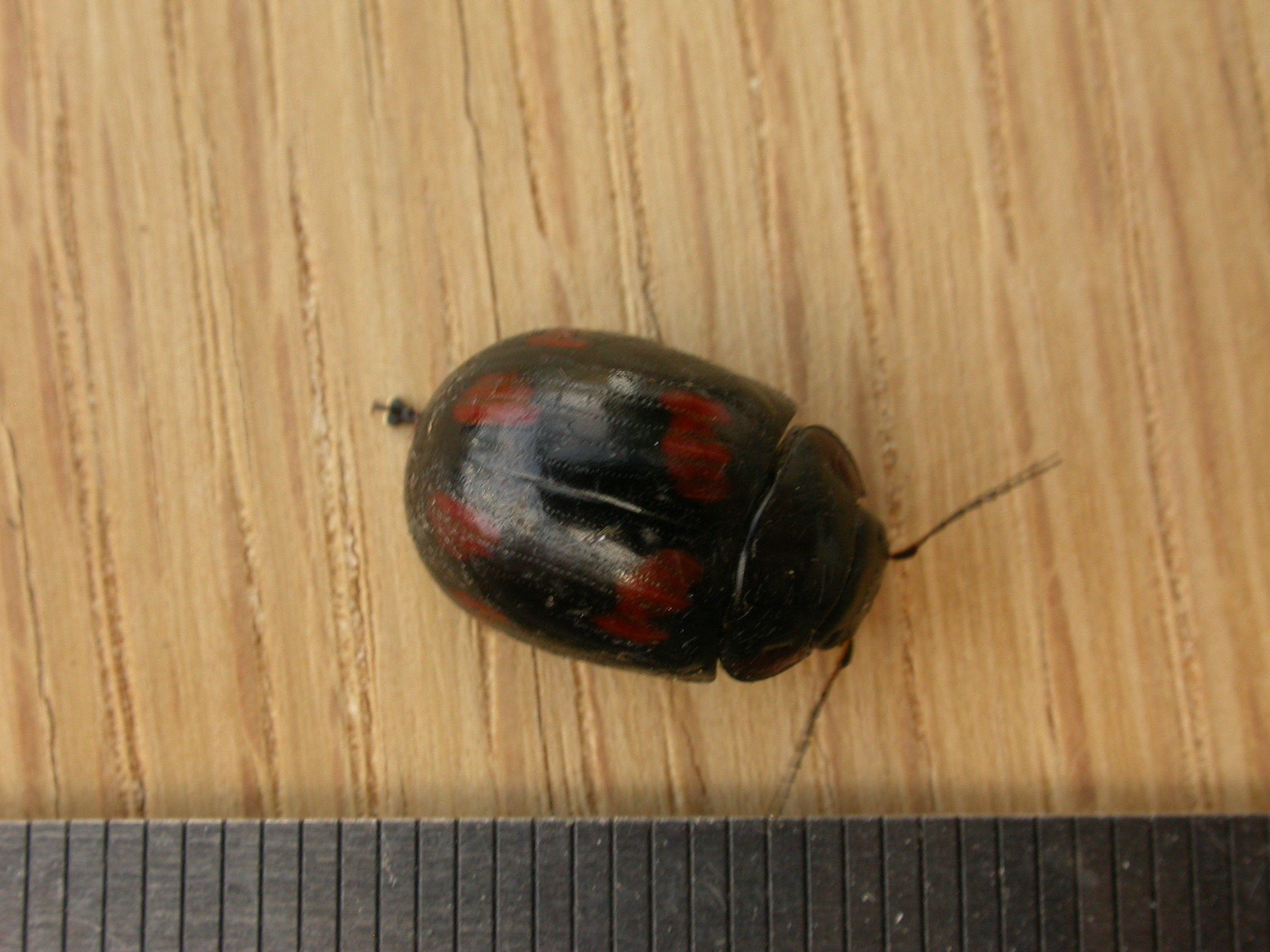

Habita en Australia.